# Trương hoàng hậu (Tiêu Đống)
Trương hoàng hậu (chữ Hán: 張皇后), không rõ tên thật, là hoàng hậu của Lương Phế Đế Tiêu Đống trong lịch sử Trung Quốc.

## Tiểu sử
Không biết khi nào Trương thị kết hôn với Tiêu Đống. Trương thị mang tước hiệu Dự Chương vương phi.
Năm 551, sau khi thất bại trước bộ tướng Vương Tăng Biện của Tương Đông vương Tiêu Dịch, Hầu Cảnh rút về Kiến Khang. Để thể hiện quyền lực của mình, Hầu Cảnh đã phế truất Lương Giản Văn Đế và đưa Tiêu Đống lên ngôi. Khi người trong triều đình đến phủ của Tiêu Đống để hộ tống ông vào cung, ông cùng Trương vương phi đang chăm sóc cho khu vườn của họ, trồng các loại rau để tự cung cấp trong bối cảnh chiến loạn gây ra nạn đói tại khu vực kinh thành. Tiêu Đống sửng sốt khi đám rước đến, ông không biết phải đối phó ra sao, khóc lóc mà bước lên loan giá. Hầu Cảnh tuyên bố Tiêu Đống là hoàng đế.
Trương vương phi được phong thành hoàng hậu. Hai tháng rưỡi sau khi Tiêu Đống đăng cơ, Hầu Cảnh đã buộc Tiêu Đống phải thiện nhượng cho mình. Hầu Cảnh trở thành "Đại Hán hoàng đế", giáng Tiêu Đống làm Hoài Âm vương, song giam cầm ông và hai hoàng đệ trong một giam ngục bí mật. Từ đó không còn ghi chép nào về Trương hoàng hậu.